# Dąb Szaszkewycza
Dąb Szaszkewycza (ukr. Дуб Шашкевича) – pomnik przyrody lokalnego znaczenia na Ukrainie. Znajduje się w pobliżu cerkwi prawosławnej we wsi Szmańkowcach w obwodzie tarnopolskim. Status pomnika przyrody nadany został decyzją Tarnopolskiej Rady Obwodowej nr 1043 20 sierpnia 2010 roku. Nadzór nad obiektem sprawuje lokalna rada wiejska.